# Сукебан
Сукебан (яп. スケバン／助番／スケ番) — японський термін, який використовується для позначення банд молодих злочинниць. Слово «сукебан» вперше з'явилося в Японії в 1960-х роках і є жіночим еквівалентом терміна банчо (яп. 番長), який стосується виключно чоловічих банд, що не приймали жінок у свої ряди.
З 1970-х років банди банчо (яп. 番長) поступово стають дедалі більш рідкісним явищем. А згодом цей термін повністю виходить з моди. Саме в цей час в Японії з'явилися сукебан.
Сукебан — це справжній культурний і соціальний феномен в Японії, який безпосередньо пов'язаний з фемінізмом. Вони були справжніми символами емансипації жінок у японському суспільстві, яке було сексистським і приділяло мало уваги ролі жінки.
Джейк Аельштейн, фахівець у сфері злочинності в Японії, стверджував: «У культурі Японії, яка загалом є сексистською та підпорядкованою чоловікам, дуже дивно бачити, що існували жіночі банди», або: «Світ відкривався до фемінізму, і, мабуть, люди нарешті зрозуміли, що жінки мають право бути такими ж дурними, безрозсудними та легковажними, як і чоловіки».

## Особливості
У 1970-х роках сукебан були відомі своєю жорстокістю, хоча переважно займалися крадіжками в магазинах та іншими дрібними правопорушеннями. Випадки серйозних злочинів, таких як вбивство, були досить рідкісними, якщо взагалі траплялися. Проте конфлікти між ворожими угрупованнями часто призводили до бійок та розправ.
Сукебан підпорядковувалися суворим правилам і чітко визначеним кодексам поведінки, які відрізнялися залежно від банди. Якщо хтось із членів не дотримувався цих правил, її негайно карали, здебільшого вдавалися до самосуду. Мабуть, найпоширенішим покаранням за порушення правил банди були тілесні опіки сигаретами. Однак ступінь жорстокості покарань залежав від вчинених злочинів. Зазвичай вони вдавалися до покарань за неповагу до лідерів банди, близькі відносини з ворожими угрупованнями, флірт з хлопцем однієї з членів банди або вживання наркотиків.
Банди сукебан мали чітку ієрархію. Зазвичай у кожній банді були одна або кілька головних, і кожна з них займала певну позицію та мала свої обов'язки.
Банди мали різну кількість учасниць залежно від регіону. У 1970—1980 роках найвідомішою бандою сукебан була Kanto Women Delinquent Alliance: за чутками, вона налічувала до 20 000 членів. Така кількість учасниць банди ставила її в один ряд з якудза, найбільшою злочинною організацією в Японії.

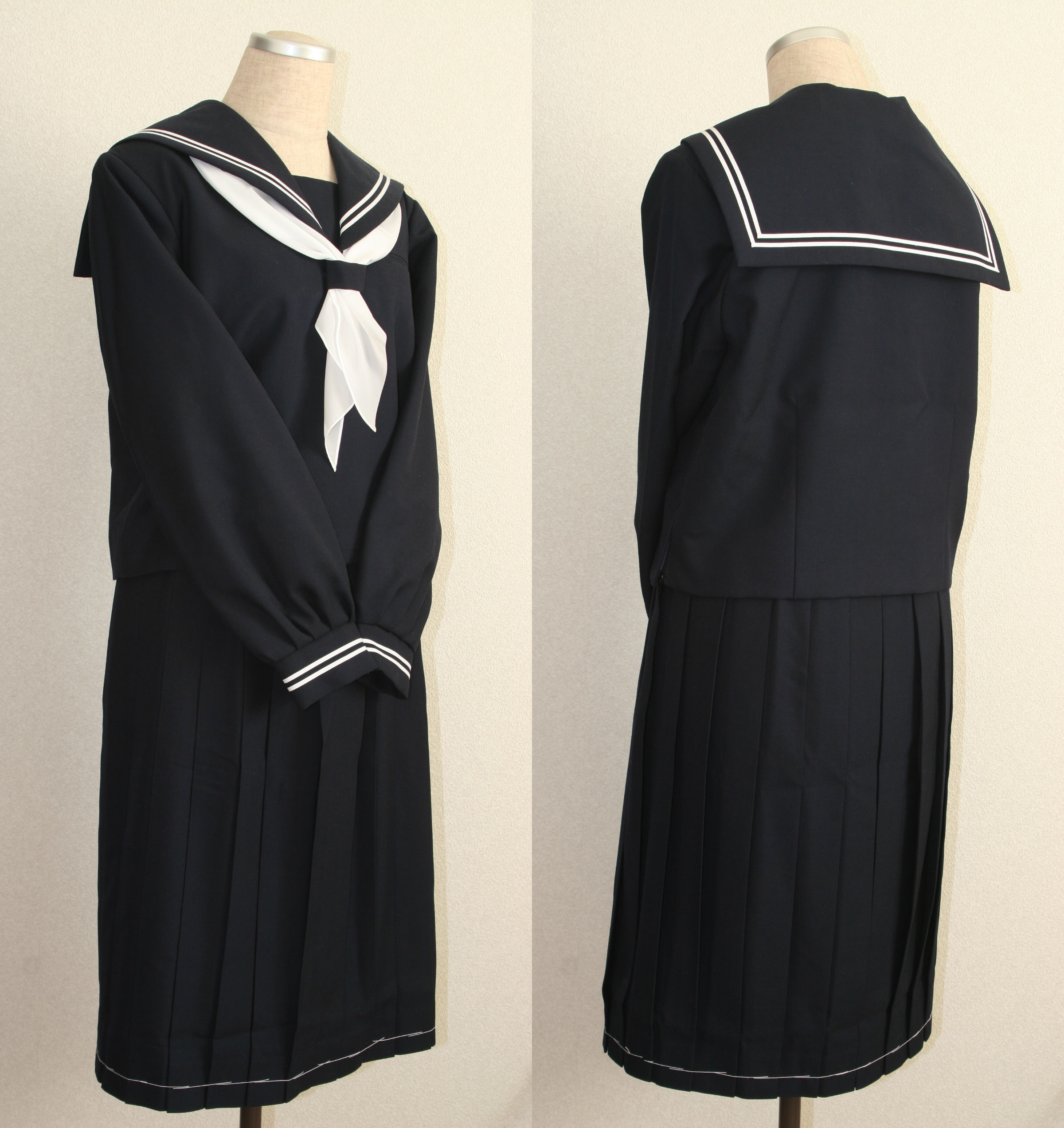
Приклад традиційного одягу sailor fuku, основа стилю одягу сукебан.

### Стиль
Сукебан — це насамперед підлітки, більшість з яких навчаються в школі, тому вони постійно носили традиційну японську шкільну форму (наприклад, сейлор-фуку (яп. セーラー服), яку часто носять учениці середніх і старших класів). Для японської молоді у 1970-х роках шкільна форма була перш за все символом традицій.
Однак члени банди часто змінювали свою шкільну форму на свій лад. Вони вдягали дуже довгі спідниці, вкорочували сорочки та закочували рукава, а також писали на одязі гасла символами кандзі, щоб підтвердити свою приналежність до тієї чи іншої банди. Нерідко сукебан ховали бритви або металеві ланцюги під своїми спідницями, які використовували як засіб захисту чи нападу. Волосся висвітлювали або робили хімічну завивку, а макіяж був досить легким.

## У масовій культурі
У 1980-1990-х роках образ сукебан можна побачити в аніме «Сейлор Мун» (Сейлор Юпітер) або у манзі «детектив Конан» (Мідорі, дружина інспектора Джузо Мегуре).
У 2000-х і 2010-х роках персонажі сукебан продовжують з'являтися в манзі та аніме: «Кошик Фруктів» (Аріса Утані), Gokusen (Куміко), Jigoku Shōjo (Айя Курода), «Дівчата і танки» (Shark Team), «Зомбі-ідоли міста Саґа» (Сакі), Kill la Kill (Рюко Матой), Magical Girl Site (Саріна Шізукуме, Еріка Кайджіма та Ай Кавано), Durarara!! (Харуко, Юко та Акі).
Сукебан також фігурують у голлівудських фільмах, таких як фільм «Убити Білла».